# Mito Kaidō
Mito Kaidō (水戸街道?) fue una antigua ruta (kaidō) en Japón y una sub-ruta de las cinco principales rutas del período Edo. 
Kaidō, fueron rutas o vías que se construyeron durante el período Edo. 
Mito Kaidō fue construida para conectar a Edo (actual Tokio) con Mito. La ruta Mito Kaidō de Edo a Mito, tiene un  trazado similar al de la moderna Ruta Nacional 6, entre Tokio y Mito.

## Las cinco principales rutas

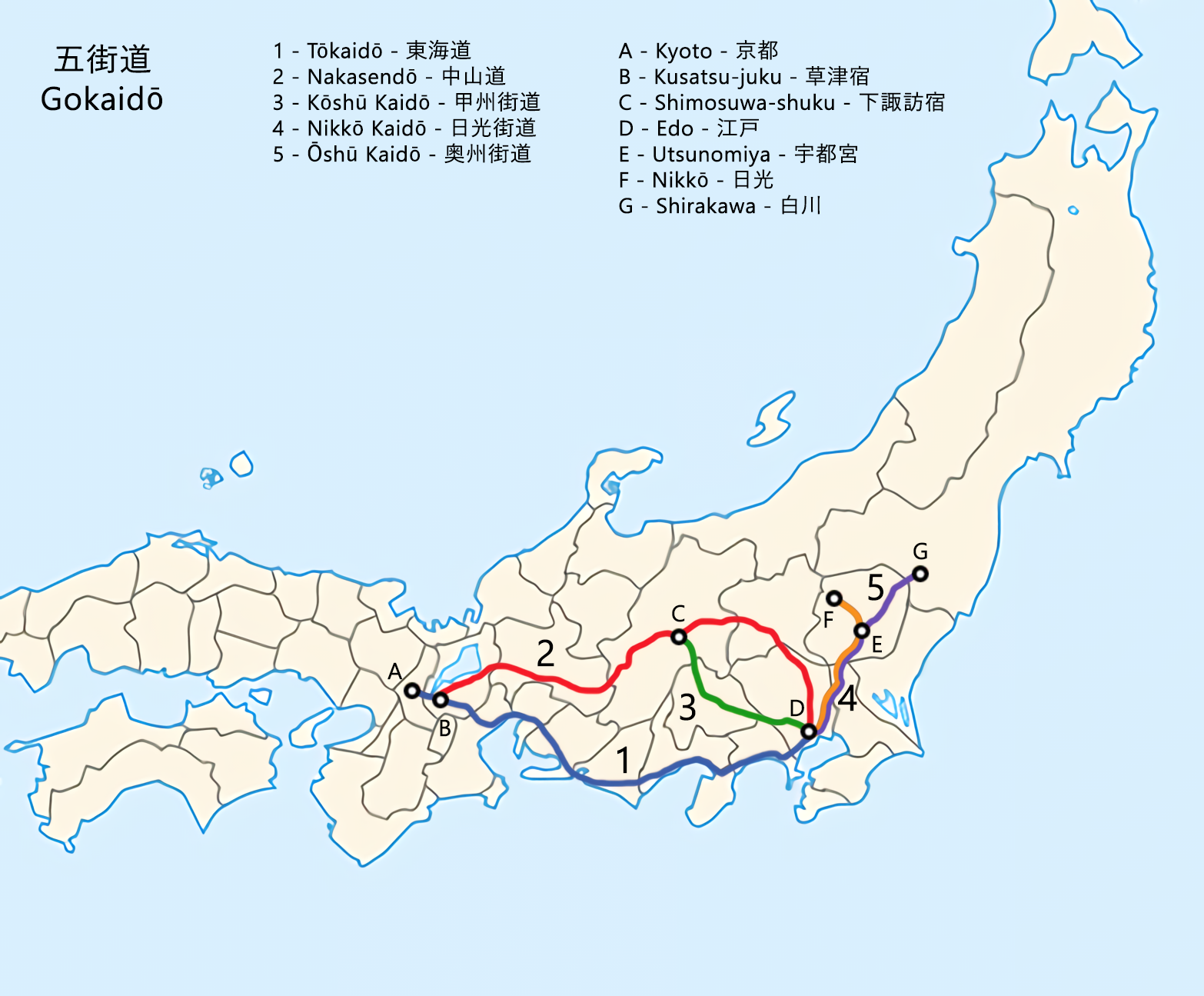
Las cinco principales rutas.

El kilómetro cero de las rutas en Japón estaban y están en Edo (Tokio), específicamente en  Nihonbashi, Chūō. Edo era la referencia, y aún hoy en día se reconoce las direcciones y distancias medidas a lo largo de sus carreteras a partir de Nihonbashi.
Muchas carreteras y líneas de ferrocarril en el Japón moderno, siguen las rutas antiguas y llevan los mismos nombres.
- Tōkaidō (東海道) a Kioto a lo largo de la costa.

- Nakasendō (中山道) a Kioto a través de las montañas.

- Kōshū Kaidō (甲州街道) a Kōfu.

- Ōshū Kaidō (奥州街道) a Shirakawa y a otros lugares del norte de Japón.

- Nikkō Kaidō (日光街道) a Nikkō.

Fuera de estas cinco principales rutas (Gokaidō), existían otras menores, tales como las sub-rutas Mito Kaidō, Nagasaki Kaidō y Nankaidō.

## Estaciones de la sub-ruta Mito Kaidō

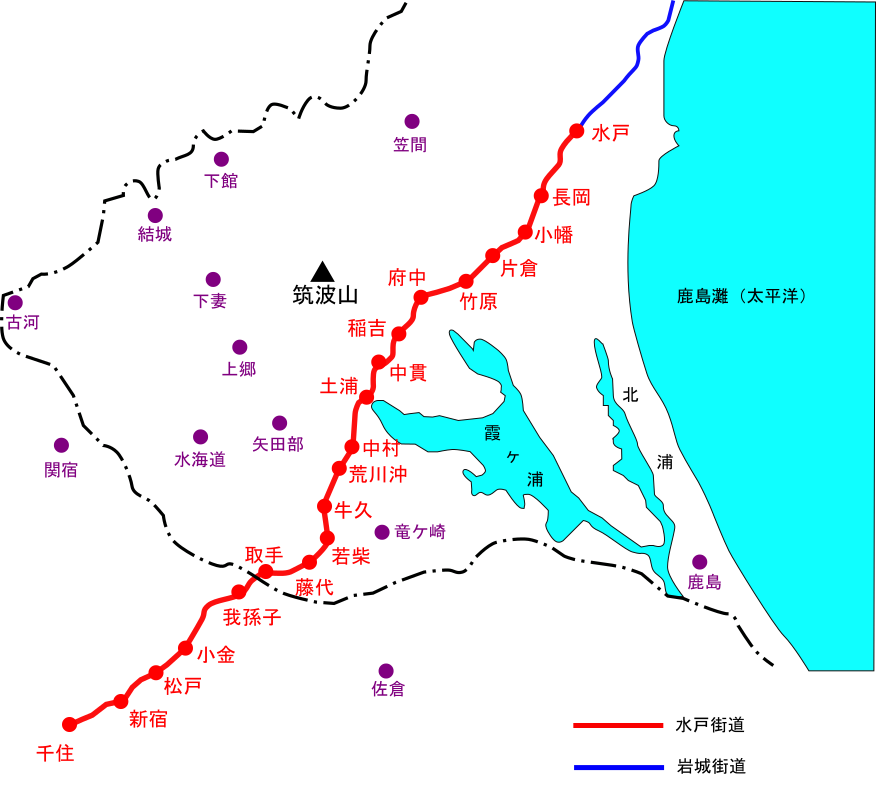
Sub-ruta Mito Kaidō.

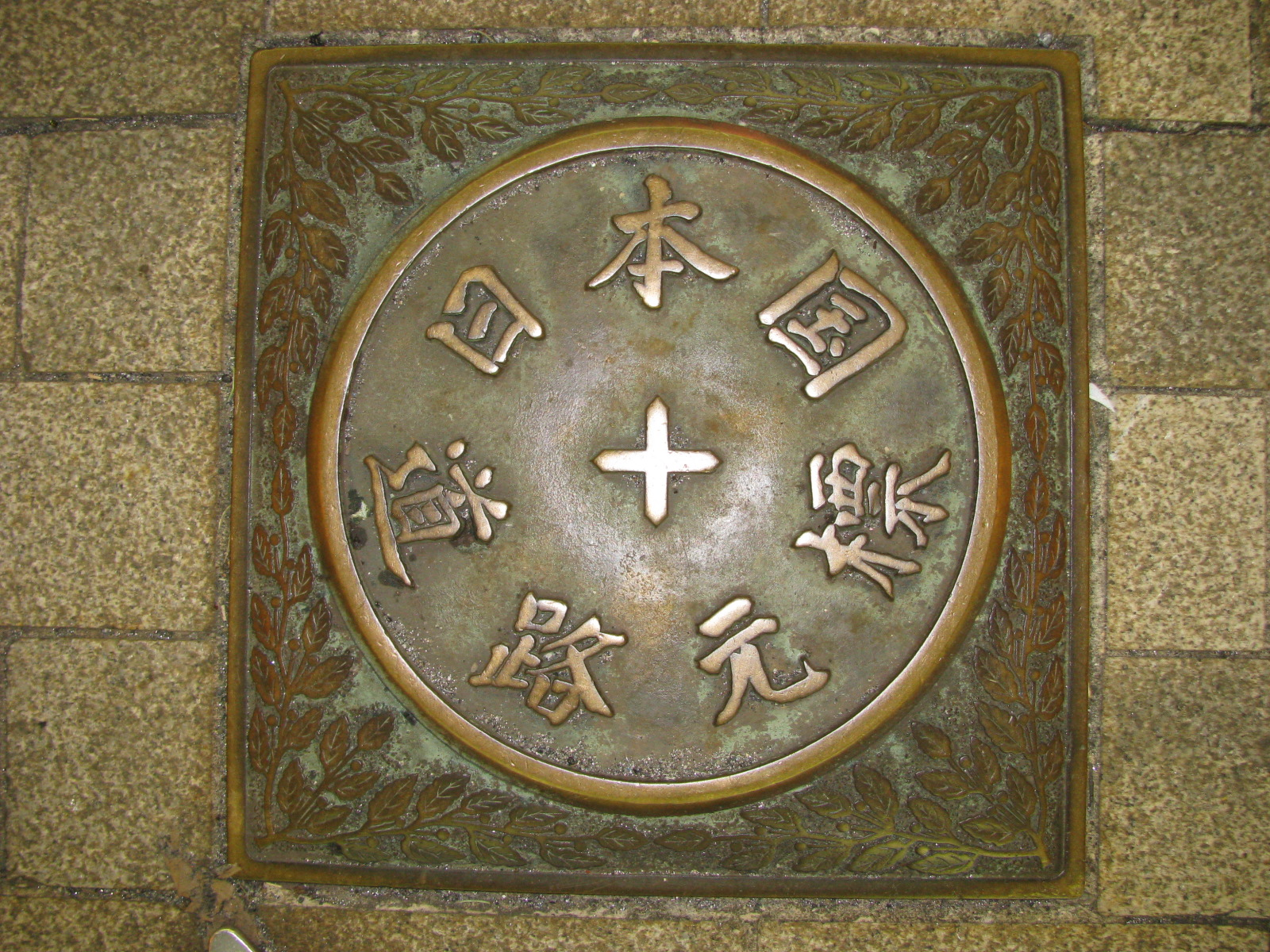
El kilómetro cero de las rutas en Japón en Nihonbashi, Chūō, Tokio.

### Tokio
1. Senju-shuku (千住宿) (Adachi) [También formó parte esta estación de las rutas Nikkō Kaidō y Ōshū Kaidō].
2. Ara-shuku (新宿) (Kanamachi, Katsushika)

### Prefectura de Chiba
3. Matsudo-shuku (松戸宿) (Matsudo)
4. Kogane-shuku (小金宿) (Matsudo)
5. Abiko-shuku (我孫子宿) (Abiko)

### Prefectura de Ibaraki
6. Toride-shuku (取手宿) (Toride)
7. Fujishiro-shuku (藤代宿) (Toride)
8. Wakashiba-shuku (若柴宿) (Ryūgasaki)
9. Ushiku-shuku (牛久宿) (Ushiku)
10. Arakawaoki-shuku (荒川沖宿) (Tsuchiura)
11. Nakamura-shuku (中村宿) (Tsuchiura)
12. Tsuchiura-shuku (土浦宿) (Tsuchiura)
13. Nakanuki-shuku (中貫宿) (Tsuchiura)
14. Inayoshi-shuku (稲吉宿) (Kasumigaura)
15. Fuchū-shuku (府中宿) (Ishioka)
16. Takehara-shuku (竹原宿) (Omitama)
17. Katakura-shuku (片倉宿) (Omitama)
18. Obata-shuku (小幡宿) (Ibaraki, Distrito de Higashiibaraki)
19. Nagaoka-shuku (長岡宿) (Ibaraki, Distrito de Higashiibaraki)
20. Mito-shuku (水戸宿) (Mito)